# Zara Phillips
Zara Anne Elizabeth Tindall (születési nevén Phillips) (London, 1981. május 15. –) olimpiai ezüstérmes brit lovastusázó, Anna brit királyi hercegnő és Mark Phillips második gyermeke, II. Erzsébet brit királynő és Fülöp edinburgh-i herceg legidősebb lányunokája. Születésekor a hatodik helyet foglalta el az Egyesült Királyság trónöröklési rendjében, de unokatestvérei megszületése után jelenleg a 20.
Tindall anyja példáját követve a lovassportokban is kitüntette magát, 2006-ban megnyerte a lovastusa-világbajnokságot Aachenben, és ugyanabban az évben az Egyesült Királyságban az Év Sportemberének választották. A sportban elért eredményeiért 2007-ben a Brit Birodalom Érdemrendjével tüntették ki. Iskolai évei alatt számos sportágban nyújtott jó teljesítményt, atlétika-, jégkorong- és tornaversenyeken is részt vett. Az Exeter Egyetem hallgatójaként fizikoterapeuta diplomát szerzett, és a lovak fizikoterápiájára specializálódott. A 2012-es londoni olimpián tagja volt a lovastusa csapatversenyében ezüstérmet szerzett brit válogatottnak.
Anyja kérésére sem ő, sem bátyja nem viselnek semmilyen brit nemesi címet, és születésük jogán sem illeti meg őket semmilyen cím, mivel az uralkodó leányági leszármazottai.

## Fiatalkora
Zara Phillips 1981. május 15-én született a londoni St Mary’s Hospital kórházban. Szülei Mark Phillips, olimpiai bajnok lovastusázó  és Anna brit királyi hercegnő. Bátyja, Peter után szülei második gyermeke, II. Erzsébet királynő és Fülöp edinburgh-i herceg második unokája. Szokatlan nevét nagybátyjának, Károly walesi hercegnek köszönheti, mivel úgy vélte, hogy a gyermek olyan hirtelen érkezett és olyan pozitív benyomást keltett, hogy a Zara görög név (jelentése: fényes, mint a hajnal) jól illik hozzá.
Anyja kérésére, aki nem akarta, hogy a királyi hercegi címmel járó hivatalos kötelezettségek megnehezítsék gyermekei életét, sem Phillips, sem bátyja nem viselnek semmilyen brit nemesi címet. Mivel apja sem volt a nemesség tagja, ezért tőle sem örököltek címet.
Tanulmányait a helyi általános iskolában kezdte, majd 8 évesen egy dorseti bentlakásos iskolába küldték, és végül Skóciában, a Gordonstoun bentlakásos középiskolában érettségizett. Miután három hónapot Ausztráliában és Új-Zélandon töltött, beiratkozott az Exeter Egyetemre, ahol fizikoterapeuta szakon végzett.

## Magánélete
Korábban a királyi család „lázadó” tagjának számított, és a pletykalapok is szívesen foglalkoztak vele, különösen Richard Johnson zsokéhoz fűződő kapcsolatával. 2003-ban Sydneyben találkozott Mike Tindall angol rögbijátékossal, közvetlenül azután, hogy Anglia megverte Ausztrália csapatát. A kapcsolat stabilnak bizonyult, és azóta Phillips anyjának birtokán, egy kis házban laknak. Állítólag Tindall ösztönözte Phillipset, hogy vegye komolyan sportolói karrierjét. Phillips és Tindall 2011. július 30-án Skóciában házasodtak össze, szűk körű vendégsereg előtt. 2014. január 17-én megszületett első gyermeke, Mia Grace Tindall, 2018 nyarán második gyermeke, Lena Elizabeth.

## Sportkarrierje

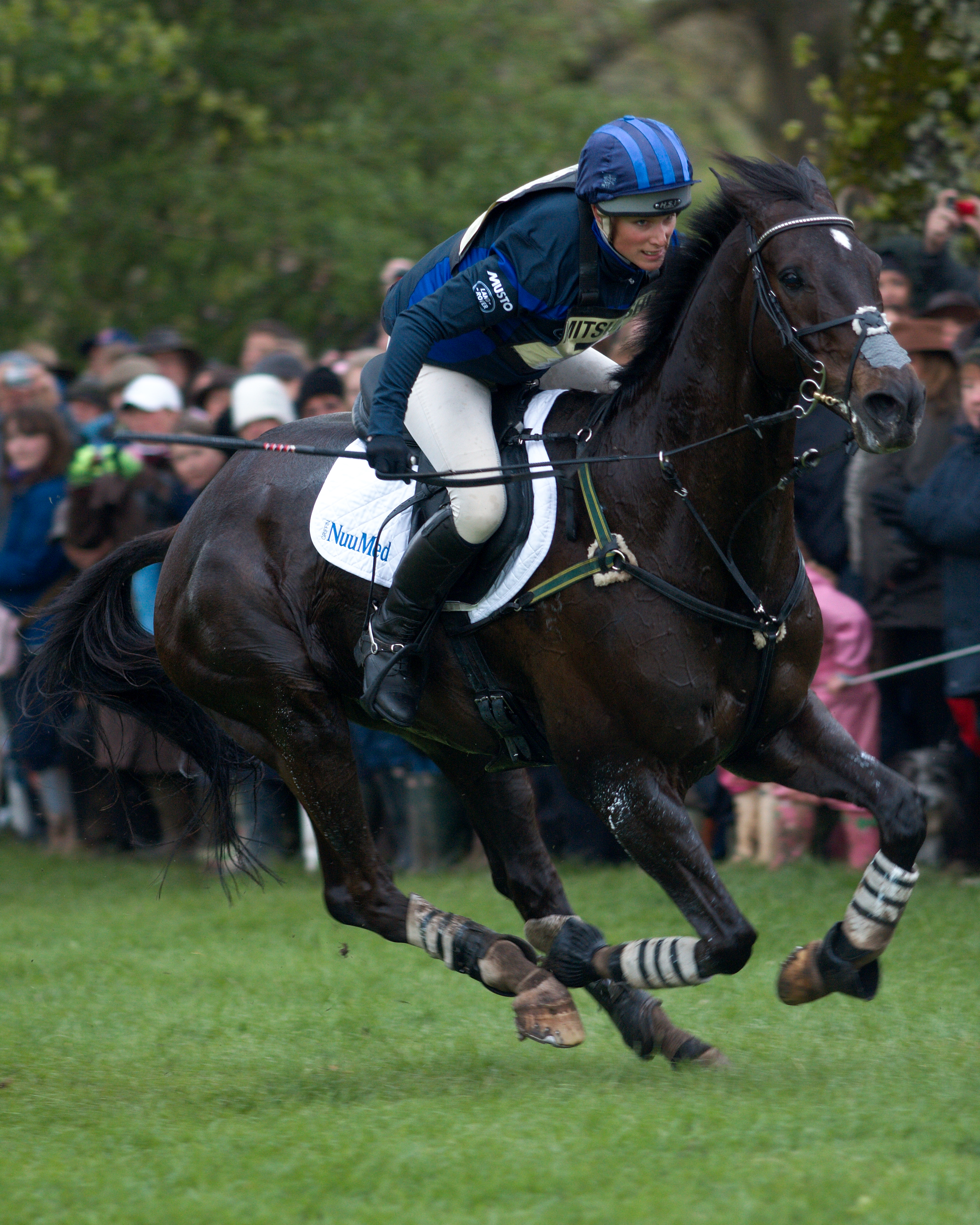
Zara Phillips, Glenbuck nevű lován, a 2010-es Badminton Horse Trials versenyen

Szülei, de elsősorban anyja példáját követve Tindall sikeres sportoló: Toytown nevű lovával egyéni és csapatgyőzelmet aratott a 2005-ös bleinheimi lovastusa-Európa-bajnokságon, majd 2006-ban Aachenben egyéniben arany-, csapatban ezüstérmet szerzett a 2006-os FEI World Equestrian Games lovastusa versenyszámában.
Ebben az évben a BBC Az Év Sportolója szavazásán a nézők az Év Sportolójának választották, 2007-ben pedig a Brit Birodalom Érdemrendjével tüntették ki.
2007-ben csapatban ismét aranyérmet nyert az Olaszországban megrendezett lovastusa-Európa-bajnokságon, de egyéni címét nem tudta megvédeni, mert a díjugratás versenyszámban problémái voltak.
A Brit Olimpiai Szövetség 2008-ban bejelentette, hogy a 2008-as pekingi nyári olimpiai játékokra beválogatták a brit olimpiai csapatba, azonban lova, Toytown edzés közben sérülést szenvedett, és így Tindall nem vehetett részt az olimpián. Hasonló eset miatt nem tudott részt venni a 2004. évi nyári olimpiai játékokon is Athénban.
2008. októberében a Pireneusok francia részén rendezett versenyen bukott Tsunami II nevű lovával, Tindall eltörte a kulcscsontját, míg a ló a nyakát, és ezért el kellett altatni.
Tindall bekerült a Londonban rendezett 2012. évi nyári olimpiai játékokon szereplő brit lovastusa-válogatottba, és csapatban olimpiai ezüstérmet szerzett.